# Toto Tamuz
Toto Adaruns Tamuz Temile (Warri, 1º aprile 1988) è un ex calciatore nigeriano naturalizzato israeliano, di ruolo attaccante.

## Carriera

### Club
Ha giocato nella prima divisione israeliana (di cui è anche stato capocannoniere nella stagione 2010-2011), in quella russa ed in quella rumena, ritirandosi nel 2019.
In carriera ha totalizzato complessivamente 6 partite in Champions League, 4 partite nei turni preliminari di Champions League, 11 presenze e 4 gol in Europa League e 11 presenze e 5 gol nei turni preliminari di Europa League.

### Nazionale
Dopo svariate presenze nelle nazionali giovanili israeliane, nel 2007 ha partecipato agli Europei Under-21. Tra il 2006 ed il 2007 ha inoltre totalizzato complessivamente 10 presenze e 2 reti in nazionale maggiore (tutte in incontri di qualificazione agli Europei del 2008 ad eccezione di 2 partite amichevoli).

## Palmarès

### Club
- Campionato israeliano: 2

Beitar Gerusalemme: 2006-2007, 2007-2008
- Coppa d'Israele: 4

Beitar Gerusalemme: 2007-2008, 2008-2009
Hapoel Tel Aviv: 2010-2011, 2011-2012
- Coppa Toto: 1

Beitar Gerusalemme: 2009-2010

### Individuale
- Capocannoniere del campionato israeliano: 1

2010-2011 (21 gol)